# Aura Christi
Aura Christi (n. 12 ianuarie 1967, Chișinău) este o poetă, romancieră și eseistă română. Poemele sale au fost traduse și publicate în Germania, Franța, Belgia, Italia, Suedia, Federația Rusă, S.U.A, Bulgaria, Albania, Republica Chineză ș.a. Membră a Uniunii Scriitorilor din România, Membră a Uniunii Scriitorilor din Moldova.

## Originea și studiile
Aura Christi (pseudonimul Aureliei Potlog), poetă, romancieră, eseistă și jurnalistă română. S-a născut la Chișinău (Republica Moldova), la 12 ianuarie 1967. Este fiica lui Semion Potlog, ofițer în trupele de elită ale aviației, născut la 14 noiembrie 1933 în satul Zgărdești (Telenești). Tatăl vine dintr-o familie de
profesori și intelectuali, originari din teritorii aparținătoare Monarhiei Austro-Ungare; este absolvent al Școlii Înalte de Aviație Militară din orașul Dvinsk. În urma unui
dramatic accident, este nevoit să renunțe prematur la cariera de militar,
devenind la 28 de ani invalid și fiind pensionat. Mama scriitoarei, Liuba Potlog, născută Karaman (24 mai 1945), provine dintr-o înstărită familie din Nordul Moldovei. După instaurarea puterii comuniste, familiile părinților au fost expropriate de autoritățile statului comunist. Este absolventă a Liceului teoretic român-francez „Gh. Asachi” din Chișinău (1984) și a Facultății de
Jurnalism din cadrul Universității de Stat (1990), profil jurnalism.
Debut absolut – 23 octombrie 1983 în paginile ziarului Tineretul Moldovei, unde în anii de studenție devine redactor, apoi coordonator principal al secției de cultură. (1988-1991) Redactor șef al revistei Galaxia Gutenberg. (1991-1992) În 1993 redobândește cetățenia română și se stabilește la București.
Poemele sale au fost traduse și publicate în Germania, Italia, Franța, Spania, Suedia, Israel, Federația Rusă, SUA, Bulgaria, Turcia, Republica Populară Chineză, Anglia ș.a. În romanele și eseurile sale descrie o serie de destine umane aflate sub
teascul ocupației străine, motivul care revine mereu fiind numit de scriitoare acasă – în exil. Tema recurentă a cărților sale este exilul geografic și încercarea de a-și afla o patrie în poezie, „semnată tot cu… nume străin. În vreme ce primul e traumă iremediabilă, poezia, chiar scrisă sub un nume adoptat, îi oferă o patrie”. 
Scriitoarea a publicat în țară și în străinătate 60 de cărți și a întreprins turnee, recitaluri publice și conferințe ca invitat la festivaluri, simpozioane, saloane de carte, congrese în Israel, Grecia, Republica Moldova, Republica Populară Chineză, Federația Rusă, Italia, Spania, Republica Macedonia, Bulgaria, Franța, Germania ș.a. Este redactor-șef al revistei Contemporanul. Ideea europeană, care apare sub egida Academiei Române. Membru al Uniunii Scriitorilor din România, membru al Uniunii Scriitorilor din Moldova. Membru al Uniunii Ziariștilor Profesioniști din România. A primit peste 20 de premii și distincții în România și în străinătate.
Opera

### Cărți de poezie
- „De partea cealaltă a umbrei”, 1993;
- „Împotriva Mea”, 1995;
- „Ceremonia Orbirii”, 1996;
- „Valea Regilor”, 1996;
- „Nu mă atinge”, antologie, 1997, 1999
- „Ultimul zid”, 1999;
- „Elegii Nordice”, 2002;
- „Cartea ademenirii”, antologie, 2003;
- „Ochiul devorator”, antologie, 2004;
- „Grădini austere”, 2010 (conține CD cu poeme în lectura autoarei);
- „Sfera frigului”, 2011;
- „Tragicul visător, antologie”, (2013);
- „Orbita zeului”, 2016;
- „Psalmi”, antologie, 2016;
- „Geniul inimii”, roman în versuri, 2017, 2019
- „Ostrovul Învierii”, roman în versuri, 2019
- „O sută și una de poezii”, antologie, 2020

Versuri pentru copii
- „Vremea vine dintr-o scoică”, 2021

### Cărți de eseuri
- Fragmente de ființă, 1998;
- „Labirintul exilului”, 2000, 2005;
- „Celălalt versant”, 2005;
- „Religia viului”, 2007;
- „Trei mii de semne”, 2007;
- „Exerciții de destin”, 2007;
- „Foamea de a fi”, 2010;
- „Nietzsche și Marea Amiază”, 2011;
- „Dostoievski - Nietzsche. Elogiul suferinței”, 2013;
- „Acasă – în exil”, 2016;
- „Din infern, cu dragoste”, eseuri, 2017
- „Veșnica întoarcere”, eseuri, proză autobiografică, 2021

### Roman
- Tetralogia Vulturi de noapte:

- „Sculptorul”, vol. I, 2001, 2004;
- „Noaptea străinului”, vol. II, 2004, 2016;
- „Marile jocuri”, vol. III, 2006;
- „Zăpada mieilor”, vol. IV, 2007;

- „Casa din întuneric”, 2008, 2018;
- „Cercul sălbatic”, 2010, 2018

### Albume de fotografii comentate
- „Europa acasă” (2010)
- „Planeta Israel” (2010)
- „Uriașul Gorduz” (2011)

### Cărți de dialoguri
- Banchetul de litere, dialoguri cu Ana Blandiana, Nicolae Breban, Augustin Buzura, Ion Ianoși, Gabriela Melinescu, Irina Petraș, Dumitru Radu Popa, Alex Ștefănescu, Ion Vianu (2006)

### Ediții
- Romanul Românesc în Colocvii (2001)
- Breban • 70 (2004)
- Șocul crizei (2011)
- Sub semnul Ideii Europene (2011)

### Cărți traduse și antologii
- Geflüster/Șoptirea, antologie bilingvă, poeme, traducere în germană de Christian W. Schenk, Dionysos Verlag, 1994 (Germania)
- Une anthologie de la poésie moldave, poeme, antologie cuprinzând opt autori români în traducerea lui Alain Paruit și Odile Serre, L’Esprit des Péninsules, Paris, 1996

- Vid tystnadens bord/La masa tăcerii, poeme, antologie cuprinzând autori români în traducerea lui Ion Miloș, Brutus Östlings Bokförlag, Symposion Stockholm, Stehag, 1998
- Crini Imperiali/Imperial lilies, poeme, antologie bilingvă, traducere în engleză de Antuza Genescu, Editura Augusta, Timișoara, 1999
- 28 poetek rumunskich, Wybom dokonala Denisa Comănescu, poeme, trad. Kazimierz Jurczak, Ewa Rossi, Editura Universal Dalsi, București, 1999
- Elegien aus der Kälte/Sfera frigului, poeme, traducere în germană de Edith Konradt, Pop Verlag, 2008 (Germania)
- Arkitektura e natës/Arhitectura nopții, poeme, antologie, traducere în albaneză de Kopi Kyçyku, 2008 (Albania)
- Lăsați fluturii să zboare/Let The butterflies go, poeme, antologie, traducere în limba engleză de Olimpia Iacob și Jim Kacian (în colaborare cu Peter Thabit Jones), Editura Timpul, Iași, 2014;
- Cineva din noapte/Someone in the night, poeme, traducere în limba engleză de Cristina Tătaru, Editura Tribuna, Cluj, 2014
- Sfera frigului · Din infern, cu dragoste/La sfera del freddo · Dall'inferno con amore, poeme, proză autobiografică, eseuri, traducere în limba italiană de Maria Floarea Pop, Editura Rediviva, Milano, 2015 (Italia)
- Sfera frigului · Sphere du froid, poeme, Ediție bilingvă româno-franceză, traducere în franceză de Claudiu Soare, Editura Junimea, 2016
- Elegie nordiche · Elegii nordice, poeme, Ediție bilingvă româno-italiană, traducere în italiană de Geo Vasile, Editura Aracne, Roma, 2017 (Italia)
- Orbita zeului · Στο μάτι του θεού, poeme, Ediție bilingvă româno-greacă, traducere în greacă de Victor Ivanovici, Editura Gavrielides, Atena, 2017 (Grecia)
- Schmucklose Gärten/ Grădini austere, Gedichte/ poeme, traducere în limba germană de Hans Dama, Pop Verlag, 2018 (Germania)
- Schmucklose Gärten · Grădini austere, Gedichte/ poeme, Ediție bilingvă româno-germană, traducere în limba germană de Hans Dama, Pop Verlag, 2018 (Germania)
- Exercices d'obscurité – Exerciții de întuneric, poeme, Ediții în franceză și, respectiv, română, traducere în franceză de Sorin Barbul, Editura Vinea, 2018 (România – Franța)
- Jardines austeros · Grădini austere, poeme, Ediție bilingvă româno-spaniolă, traducere în limba spaniolă de Dana Oprica, éride ediciones, Madrid, 2018 (Spania)
- Orbita del Dio · Orbita zeului, Ediție bilingvă româno-italiană, traducere în italiană de Ștefan Damian și Francesco Corsi, Editura Aracne, Roma, 2018 (Italia)
- Antologia de poezie română contemporană, traducere și selecție de Gao Xing, poeme de Lucian Blaga, Ștefan Augustin Doinaș, Nichita Stănescu, Marin Sorescu, Petre Stoica, Ana Blandaina, Ion Mircea, Ioan Flora, Christian W. Schenk, Ioan Es. Pop, Mircea Dinescu, Aura Christi ș.a., Colecția Europa Albastră, Editura Flower City, 2018 (Republica Populară Chineză)
- Il genio del cuore · Geniul inimii, roman în versuri, traducere în limba italiană de Maria Floarea Pop, prefață de Francesco Corsi, Editura Rediviva, 2019, Milano (Italia)
- Geniul inimii. Cartea Iluminărilor mele, traducere în limba chineză de Ding Chao, prefață de Jidi Majia, În loc de prefață – Aura Christi, Editura pentru Educație din Shandong (Shandong Education Press), 2019 (Republica Populară Chineză)
- Orbita zeului, ediție bilingvă, româno-chineză, traducere în limba chineză de Chen Xiaoying, prefață de Gao Xing, Editura Enciclopedică, Beijing, 2019 (Republica Populară Chineză)
- La orbita de dios · Orbita zeului, Ediție bilingvă româno-spaniolă, traducere în limba spaniolă de Dana Oprica, éride ediciones, Madrid, 2019 (Spania)
- Orbita zeului, traducere în limba ebraică de Menachem Falek, Editura Emda, Tel Aviv, 2020 (Israel)
- Orbita zeului · The God’s Orbit, traducere în limba engleză de Adam Sorkin și Petru Iamandi, Editura Mica Press, 2020 (Marea Britanie)
- Rosarien: Rumaenische Gegenwartslyrik – poeme, antologie ce cuprinde 56 de poeți români, selecție, prefață și traducere în limba germană de Christian W. Schenk, Editura Dionysos, 2020 (Germania)
- Geniul inimii. Cartea iluminărilor mele, roman în versuri, traducere în limba ebraică de Ada Shaulov Enghelberg, Editura Familia, 2020, Tel Aviv (Israel)
- Solemnitatea cea albastră (în colaborare cu Maxim Amelin și Dariusz Tomasz Lebioda), antologie tradusă din limbile rusă, polonă și, respectiv, română în limba chineză și editată cu prilejul organizării Săptămânii Internaționale de Poezie și Artă râul Miluo din China. Poemele Aurei Christi au fost traduse din limba română în limba chineză de poetul și traducătorul Gao Xing. Antologia cuprinde o selecție din opera poetică a celor trei premiați din Rusia, Polonia și România, cărora le-au fost decernate trei premii de excelență pentru contribuția internațională în domeniul poeziei în cadrul Galei Premiilor Săptămâna Internațională de Poezie și Artă râul Miluo poeților străini, ceremonie din data de 12 decembrie 2020 (Republica Populară Chineză)
- Der blaue Salon · Gedichte/ Salonul albastru · Poeme, antologie și traducere de Christian W. Schenk, Colecția Lirica română contemporană, Editura Dionysos, 2021, Boppard pe Rin (Germania)
- Neplodni vrtovi · Grădini austere, poeme, traducere în limba sârbă de Vasile Barbu, Editura Comunei Literare Vârșeț (KOV), 2021 (Serbia)
- Cercul sălbatic, roman, traducere în limba bulgară de Darina Felonova, Editura Perseus, 2021 (Bulgaria)
- Angelica Lambru, Mujer en la aduana – 10 poetas rumanas contemporáneas/ Femeia la vamă – 10 poeți români contemporani, ediție, selecție, prezentare și traducere de Angelica Lambru. În cuprinsul antologiei au intrat poeme de Ana Blandiana, Nina Cassian, Ruxandra Cesereanu, Aura Christi, Mariana Codruț, Mariana Marin, Ileana Mălăncioiu, Anca Mizumschi, Irina Nechit, Ioana Nicolaie, Editura Huerga y Fierro, 2022 (Spania)
- Grădini austere, poeme, traducere în limba maghiară de Balazs F. Attila, Editura AB ART, 2022 (Ungaria)
- Grădini austere, poeme, traducere în limba ebraică de Menachem Falek, Editura Emda, 2022 (Israel)
- Vremea vine dintr-o scoică, poeme, traducere în limba chineză de Ding Chao, Encyclopedia of China Publishing House, 2023 (Republica Populară Chineză)
- Salonul albastru/  El salón azul, antologie, traducere în limba spaniolă de Corina Oproae, Editura Visor, 2023 (Spania)
- A KÖLTÉSZET TAVASZA · Primăvara poeziei · Spring of Poetry, antologie colectivă, Edited by / Editat de / Összeállította: Balázs F. Attila, poeme în limbile română, maghiară, engleză, Translated by / Traduceri de / Fordították: Corina Știrb Cooper, Balázs F. Attila, Halmosi Sándor, Gyermán-Tóth Márta, Pethő Lorand, Murányi Zita, Balázs Boróka, Sohár Pál, Șerban Foarță, Irina Dubsky, Zalán Tibor, Tünde Kovács, Csergő Domokos, Editura AB ART, 2024 (Ungaria)
- Grădini austere/ Giardini austeri, traducere în limba italiană de Cinzia Demi, postfață de Alessandro Pertosa, Editura Puntoacapo, 2024 (Italia)
- Les anges se faisaient automne/ Îngerii s-au făcut toamna, antologie, traducere în limba franceză de Claudiu Soare, Editura Harmattan, 2024 (Franța)
- Orbita zeului/ Isten Pályája, traducere în limba maghiară de Pethő Lorand (Austria), Editura AB ART, 2024 (Ungaria)
- Seria de autor Aura Christi:

În 2013 Editura Ideea Europeană a lansat Seria de autor Aura Christi ebook în 15 volume, din care au apărut 13 volume: Tragicul visător, poeme, antologie (2013); Dostoievski – Nietzsche. Elogiul suferinței, eseu (2013); Mitul viului, eseuri (2013); Cercul sălbatic, roman, ediția a II-a revăzută (2013); Casa din întuneric, roman, ediția a II-a revăzută (2013); Trei mii de semne, jurnal de scriitor (2014); Coasta lui Apollo, jurnal de scriitor (2014), Acasă – în exil, polemice (2014), Noaptea străinului, roman, ediția a II-a revăzută (2015), Sculptorul, roman, ediția a III-a revăzută (2015); Orbita zeului (2016); Geniul inimii, roman în versuri (2017); Din infern, cu dragoste (2017), Ostrovul învierii (2019) 
Seria de autor Aura Christi în format clasic/ print:
Tragicul visător, poeme, antologie (2013); Acasă – în exil, polemice (2016); Noaptea străinului, roman, ediția a II-a revăzută (2016); Orbita zeului (2016); Dostoievski – Nietzsche. Elogiul suferinței, eseu (2017); Geniul inimii, roman în versuri (2017); Din infern, cu dragoste (2017); Cercul sălbatic, roman, ediția a II-a revăzută (2018); Casa din întuneric (2018), Ostrovul Învierii (2019).

## Premii literare
● Premiul pentru poezie al Ministerului Culturii, 1993; 
● Premiul pentru poezie al Academiei Române, 1996; 
● Premiul pentru poezie al Uniunii Scriitorilor și al Editurii Vinea, 1997; 
● Premiul pentru eseu al Uniunii Scriitorilor din Moldova, 1998; 
● Premiul pentru poezie „Ion Șiugariu”, 1999; 
● Premiul pentru roman al revistei Tomis și al Filialei Dobrogea a Uniunii Scriitorilor, Sculptorul, 2001; 
● Premiul pentru poezie al revistei Antares, 2003; 
● Premiul pentru roman al revistei Convorbiri literare, Noaptea străinului, 2004; 
● Premiul „Autorul anului”, decernat de Asociația Publicațiilor Literare și Editurilor din România, 2007; 
● Premiul pentru roman al revistei Poesis, Casa din întuneric, 2008; 
● Premiul „Opera Omnia pentru poezie”, Festivalului româno-canadian „Roland Gasparic”, 2009 
● Premiul „Opera Omnia”, Universitatea Română de Științe și Arte „Gheorghe Cristea” și Centrul de Cercetare Comunic@rts, 2014 
● Premiul Festivalului Internațional de Poezie „Nichita Stănescu”, ediția a XXIX-a, decernat de Muzeul Județean de Istorie și Arheologie Prahova, 2017
● „Omul Anului 2017” și medalia aniversară „Israel 70”, distincții acordate de Asociația Scriitorilor Israelieni de Limba Română și Centrul Cultural Israeliano-Român, 2018 
● Premiul „Opera Omnia” și medalia de argint „recunoștință evreiască” pentru volumele Psalmi și Planeta Israel, distincții acordate de Asociația Scriitorilor Israelieni de Limba Română și Centrul Cultural Israeliano-Român din Tel Aviv, 2019 
● Premiul de excelență pentru contribuția internațională în domeniul poeziei, decernat în cadrul Galei Premiilor Săptămânii Internaționale de Poezie și Artă râul Miluo din China. 2020 
● Marele Premiu pentru Poezie „Sfântul Gheorghe” al Festivalului Internațional de Poezie „Drumuri de spice” de la Uzdin, Voivodina (Serbia), 2021 
● Premiul pentru Poezie „Mihai Eminescu”, Uzdin, Voivodina (Serbia), 2021 
● „Omul anului” și Medalia „Shalom”, distincții acordate de Fundația Centrul Cultural Israeliano-Român și Uniunea Scriitorilor și Oamenilor de Cultură Israelieni de origine română, Tel Aviv, 2022